# Pista recreativa Simón Bolívar
La Pista recreativa Simón Bolívar es una ciclovía con doble sentido de tránsito que se encuentra ubicada en la acera de la Avenida Simón Bolívar.
Comienza en la intersección con la ciclovía Antonio Varas, en donde se encuentra el Hospital de Carabineros de Chile. Al continuar el recorrido en dirección oriente, cruza las siguientes ciclovías:
- Ciclovía Pedro de Valdivia
- Ciclovía Chile España
- Ciclovía Diagonal Oriente
- Ciclovía Montenegro

Finalmente termina en la Avenida Ossa, en el límite de las comunas de Ñuñoa y La Reina, a una cuadra de la estación Simón Bolívar de Metro de Santiago.